# Hendrik Willem van Tricht
Hendrik Willem (Hein) van Tricht (Arnhem, 19 november 1897 - Velp, 25 augustus 1982) was een Nederlands docent, rector en publicist over letterkundigen.

## Jeugd
Hein van Tricht was een zoon van generaal-majoor Aleid Gerhard van Tricht (1848-1925) en Johanna Maria ter Haar (1862-1908). Hij was het nakomertje van zes kinderen. Uit elk zijn twee huwelijken had hij twee kinderen, later zou hij voor de derde keer trouwen, nu met de schrijfster Elisabeth Keesing (1911-2003). Doordat zijn vader als officier vaak werd overgeplaatst moest het gezin vaak verhuizen. Nadat zijn moeder in 1908 was gestorven volgden ook voor Hein moeilijke jaren. 
Nadat de jonge Hein in Haarlem enkele jaren het gymnasium had bezocht, verhuisde het gezin en bezocht hij de H.B.S in Wageningen. Hij vond er zijn draai als voorzitter van de schoolvereniging. Nadat hij staatsexamen had gedaan begon hij in Utrecht aan de studie Nederlandse taal- en letterkunde. Tot zijn blijvende vrienden behoorde Piet Meertens. 

## Docent en wetenschapper
Direct na zijn kandidaats stond Van Tricht al voor de klas op het christelijk lyceum in Zeist en vanaf 1926 bij rector en neerlandicus Vor der Hake aan Het  Baarnsch Lyceum. Behalve lesgeven in Nederlands en geschiedenis deed hij wetenschappelijk onderzoek. Zo publiceerde hij over Frederik van Eeden en was hij mede-oprichter van het Van Eedengenootschap.
Ook nadat hij in 1928 was benoemd als docent aan het Amsterdams Lyceum bleef hij wetenschappelijk werk doen. Om aan de Amsterdamse stadsdrukte te ontkomen ging hij enkele jaren later terug naar Baarn. In 1931 verscheen zijn proefschrift Frederik van Eeden, denker en strijder, waarop hij cum-laude promoveerde. 
In 1940 was Van Tricht ruim twintig jaar rector van het Lorentz Casimir Lyceum in Eindhoven. Daar was hij oprichter van het academisch genootschap. In 1950 kreeg hij voor zijn werk over de dichter P.C. Hooft de gouden medaille in de prijsvraag van het Teylers Genootschap. Zes jaar later ontmoette hij de schrijfster Elisabeth Keesing, met wie hij in 1972 in het huwelijk trad. 
Door zijn lezingen, recensies en genootschappen voorzitten werd Van Tricht een bekend man. Naast zijn werk als schreef hij over het leven van P.C. Hooft en Louis Couperus. 
Na zijn pensionering ging hij terug naar Amsterdam en werkte als invaller aan de Universiteit van Amsterdam als wetenschapper voor zeventiende-eeuws Nederlands. Ook schreef hij over het literaire werk van schrijvers als Van Eeden, Hooft, Couperus en Lodewijk van Deyssel. 
In 1968 vestigde hij zich in het Gelderse Velp waar hij op 84-jarige leeftijd overleed.

## Prijs
- 1950 - Gouden medaille van het Teylers Genootschap